# Krefelder Eisenbahn-Gesellschaft
| Kursbuchstrecke (DB): | 252a (1944)                                            |                                              |                                              |
| Kursbuchstrecke: | 252a (Moers (Krefelder Eisenbahn) – Krefeld West 1946) |                                              |                                              |
| Spurweite: | 1435 mm (Normalspur)                                   |                                              |                                              |
| Streckenklasse: | D3                                                     |                                              |                                              |
| Streckengeschwindigkeit: | 30 km/h                                                |                                              |                                              |
| |                                                        |                                              |                                              |
| \| \| \| von Hoerstegen-Sevelen und Rheinberg \| \| \| \| \| von Strecke Xanten–Duisburg \| \| \| \| \| Moers Kleinbahnhof \| \| \| \| 25,5 \| Moers \| Moers \| \| \| \| Homberg–Moers bis 1908 \| \| \| \| 24,16 \| Moers KE \| Moers KE \| \| \| 20,95 \| Holderberg \| Holderberg \| \| \| \| Straßenbahn Krefeld–Moers \| \| \| \| 19,2 \| Kapellen \| Kapellen \| \| \| 17,1 \| Silbersee \| Silbersee \| \| \| 16,25 \| Niep \| Niep \| \| \| 14,36 \| Hülser Berg \| Hülser Berg \| \| \| \| Anschluss Zementfabrik \| \| \| \| 11,72 \| Hüls Nord \| Hüls Nord \| \| \| \| von Kempen \| \| \| \| 9,35 \| Hüls \| Hüls \| \| \| 6,55 \| Inrath \| Inrath \| \| \| 5,35 \| Krefeld Moritzplatz \| Krefeld Moritzplatz \| \| \| 4,43 \| Krefeld Nord \| Krefeld Nord \| \| \| \| alte Strecke nach Krefeld Süd (alt) \| \| \| \| 3,63 \| Krefeld West ehem. St. Töniser Str. \| Krefeld West ehem. St. Töniser Str. \| \| \| \| Kleve–Krefeld \| \| \| \| \| nach Viersen \| \| \| \| 2,17 \| Krefeld-Lindenthal \| Krefeld-Lindenthal \| \| \| \| Mönchengladbach–Krefeld \| \| \| \| \| nach Krefeld Hauptbahnhof (heutige Übergabe) \| \| \| \| 0,0 \| Krefeld Süd \| Krefeld Süd \| \| \| \| nach Krefeld Hauptbahnhof (Übergabe ab 1908) \| \| |                                                        |                                              |                                              |
| Strecke |                                                        | von Hoerstegen-Sevelen und Rheinberg         | von Hoerstegen-Sevelen und Rheinberg         |
| Abzweig geradeaus und von links · Abzweig geradeaus und nach rechts |                                                        | von Strecke Xanten–Duisburg                  | von Strecke Xanten–Duisburg                  |
| Betriebs-/Güterbahnhof Strecke ab hier außer Betrieb |                                                        | Moers Kleinbahnhof                           | Moers Kleinbahnhof                           |
| Bahnhof (Strecke außer Betrieb) | 25,5                                                   | Moers                                        | Moers                                        |
| Abzweig geradeaus und von links (Strecke außer Betrieb) |                                                        | Homberg–Moers bis 1908                       | Homberg–Moers bis 1908                       |
| Dienststation / Betriebs- oder Güterbahnhof (Strecke außer Betrieb) | 24,16                                                  | Moers KE                                     | Moers KE                                     |
| Haltepunkt / Haltestelle (Strecke außer Betrieb) | 20,95                                                  | Holderberg                                   | Holderberg                                   |
| Kreuzung mit U-Bahn geradeaus unten (Strecken außer Betrieb) |                                                        | Straßenbahn Krefeld–Moers                    | Straßenbahn Krefeld–Moers                    |
| Bahnhof (Strecke außer Betrieb) | 19,2                                                   | Kapellen                                     | Kapellen                                     |
| Haltepunkt / Haltestelle (Strecke außer Betrieb) | 17,1                                                   | Silbersee                                    | Silbersee                                    |
| Bahnhof (Strecke außer Betrieb) | 16,25                                                  | Niep                                         | Niep                                         |
| Kopfbahnhof Strecke bis hier außer Betrieb | 14,36                                                  | Hülser Berg                                  | Hülser Berg                                  |
| Abzweig geradeaus und ehemals nach links |                                                        | Anschluss Zementfabrik                       | Anschluss Zementfabrik                       |
| Haltepunkt / Haltestelle | 11,72                                                  | Hüls Nord                                    | Hüls Nord                                    |
| Abzweig geradeaus und von rechts |                                                        | von Kempen                                   | von Kempen                                   |
| Bahnhof | 9,35                                                   | Hüls                                         | Hüls                                         |
| Bahnhof | 6,55                                                   | Inrath                                       | Inrath                                       |
| Haltepunkt / Haltestelle | 5,35                                                   | Krefeld Moritzplatz                          | Krefeld Moritzplatz                          |
| Bahnhof | 4,43                                                   | Krefeld Nord                                 | Krefeld Nord                                 |
| Abzweig geradeaus, ehemals nach links und ehemals von links · Strecke von rechts (außer Betrieb) |                                                        | alte Strecke nach Krefeld Süd (alt)          | alte Strecke nach Krefeld Süd (alt)          |
| ehemaliger Bahnhof · Bahnhof (Strecke außer Betrieb) | 3,63                                                   | Krefeld West ehem. St. Töniser Str.          | Krefeld West ehem. St. Töniser Str.          |
| Kreuzung geradeaus unten · Strecke (außer Betrieb) |                                                        | Kleve–Krefeld                                | Kleve–Krefeld                                |
| Abzweig geradeaus, nach rechts und von rechts · Strecke (außer Betrieb) |                                                        | nach Viersen                                 | nach Viersen                                 |
| ehemaliger Haltepunkt / Haltestelle · Strecke (außer Betrieb) | 2,17                                                   | Krefeld-Lindenthal                           | Krefeld-Lindenthal                           |
| Kreuzung geradeaus unten · Strecke (außer Betrieb) |                                                        | Mönchengladbach–Krefeld                      | Mönchengladbach–Krefeld                      |
| Abzweig ehemals geradeaus und nach links · Strecke (außer Betrieb) |                                                        | nach Krefeld Hauptbahnhof (heutige Übergabe) | nach Krefeld Hauptbahnhof (heutige Übergabe) |
| Bahnhof (Strecke außer Betrieb) · Bahnhof (Strecke außer Betrieb) | 0,0                                                    | Krefeld Süd                                  | Krefeld Süd                                  |
| Strecke (außer Betrieb) · Strecke (außer Betrieb) |                                                        | nach Krefeld Hauptbahnhof (Übergabe ab 1908) | nach Krefeld Hauptbahnhof (Übergabe ab 1908) |

| Kursbuchstrecke (DB): | 252 (1944)                        |                                          |                                          |
| Kursbuchstrecke: | 252 (Viersen – Krefeld West 1946) |                                          |                                          |
| Spurweite: | 1435 mm (Normalspur)              |                                          |                                          |
| |                                   |                                          |                                          |
| \| \| \| Viersen Staatsbahnhof * \| \| \| \| \| nach Krefeld / nach Venlo \| \| \| \| 18,04 \| Viersen KE \| Viersen KE \| \| \| 17,21 \| Viersen Rahser \| Viersen Rahser \| \| \| 15,01 \| Süchteln \| Süchteln \| \| \| \| nach Grefrath \| \| \| \| \| Kanal III C \| \| \| \| 10,14 \| Vorst \| Vorst \| \| \| \| Willicher Fleuth \| \| \| \| 6,4 \| St. Tönis West \| St. Tönis West \| \| \| 5,73 \| Anrather Weg \| Anrather Weg \| \| \| 5,13 \| St Tönis (Tönisvorst) \| St Tönis (Tönisvorst) \| \| \| 2,95 \| von/nach Moers (Betriebswerkstatt) \| von/nach Moers (Betriebswerkstatt) \| \| \| 2,17 \| Krefeld-Lindenthal \| Krefeld-Lindenthal \| \| \| \| Mönchengladbach–Krefeld \| \| \| \| \| zum Krefeld Hauptbahnhof (neue Übergabe) \| \| \| \| 0,0 \| Krefeld Süd \| Krefeld Süd \| \| \| \| zum Krefeld Hauptbahnhof (alte Übergabe) \| \| |                                   |                                          |                                          |
| Bahnhof |                                   | Viersen Staatsbahnhof *                  | Viersen Staatsbahnhof *                  |
| Abzweig ehemals geradeaus, nach links und nach rechts |                                   | nach Krefeld / nach Venlo                | nach Krefeld / nach Venlo                |
| Bahnhof (Strecke außer Betrieb) | 18,04                             | Viersen KE                               | Viersen KE                               |
| Haltepunkt / Haltestelle (Strecke außer Betrieb) | 17,21                             | Viersen Rahser                           | Viersen Rahser                           |
| Bahnhof (Strecke außer Betrieb) | 15,01                             | Süchteln                                 | Süchteln                                 |
| Abzweig geradeaus und nach links (Strecke außer Betrieb) |                                   | nach Grefrath                            | nach Grefrath                            |
| Brücke über Wasserlauf (Strecke außer Betrieb) |                                   | Kanal III C                              | Kanal III C                              |
| Bahnhof (Strecke außer Betrieb) | 10,14                             | Vorst                                    | Vorst                                    |
| Brücke über Wasserlauf (Strecke außer Betrieb) |                                   | Willicher Fleuth                         | Willicher Fleuth                         |
| Haltepunkt / Haltestelle (Strecke außer Betrieb) | 6,4                               | St. Tönis West                           | St. Tönis West                           |
| Haltepunkt / Haltestelle (Strecke außer Betrieb) | 5,73                              | Anrather Weg                             | Anrather Weg                             |
| Kopfbahnhof Strecke bis hier außer Betrieb | 5,13                              | St Tönis (Tönisvorst)                    | St Tönis (Tönisvorst)                    |
| Abzweig geradeaus, nach links und von links | 2,95                              | von/nach Moers (Betriebswerkstatt)       | von/nach Moers (Betriebswerkstatt)       |
| ehemaliger Haltepunkt / Haltestelle | 2,17                              | Krefeld-Lindenthal                       | Krefeld-Lindenthal                       |
| Kreuzung geradeaus unten |                                   | Mönchengladbach–Krefeld                  | Mönchengladbach–Krefeld                  |
| Abzweig ehemals geradeaus und nach links |                                   | zum Krefeld Hauptbahnhof (neue Übergabe) | zum Krefeld Hauptbahnhof (neue Übergabe) |
| Bahnhof (Strecke außer Betrieb) | 0,0                               | Krefeld Süd                              | Krefeld Süd                              |
| Strecke nach links (außer Betrieb) |                                   | zum Krefeld Hauptbahnhof (alte Übergabe) | zum Krefeld Hauptbahnhof (alte Übergabe) |

| Spurweite: | 1435 mm (Normalspur) |                    |                    |
| |                      |                    |                    |
| \| \| \| von Kempen \| \| \| \| 6,4 \| Grefrath \| Grefrath \| \| \| \| nach Kaldenkirchen \| \| \| \| \| von Kempen \| \| \| \| 1,85 \| Süchtelnvorst \| Süchtelnvorst \| \| \| \| nach Viersen \| \| |                      |                    |                    |
| Strecke (außer Betrieb) |                      | von Kempen         | von Kempen         |
| Bahnhof (Strecke außer Betrieb) | 6,4                  | Grefrath           | Grefrath           |
| Abzweig geradeaus und nach rechts (Strecke außer Betrieb) |                      | nach Kaldenkirchen | nach Kaldenkirchen |
| Abzweig geradeaus und von links (Strecke außer Betrieb) |                      | von Kempen         | von Kempen         |
| Bahnhof (Strecke außer Betrieb) | 1,85                 | Süchtelnvorst      | Süchtelnvorst      |
| Strecke (außer Betrieb) |                      | nach Viersen       | nach Viersen       |

| Kursbuchstrecke (DB): | 252b (1944)             |                        |                        |
| Kursbuchstrecke: | 252b (Oedt – Hüls 1946) |                        |                        |
| Spurweite: | 1435 mm (Normalspur)    |                        |                        |
| |                         |                        |                        |
| \| \| \| von Viersen \| \| \| \| 0,0 \| Süchteln \| Süchteln \| \| \| \| nach Krefeld \| \| \| \| 1,8525,93 \| Süchtelnvorst \| Süchtelnvorst \| \| \| \| nach Grefrath \| \| \| \| 23,11 \| Oedt \| Oedt \| \| \| 19,28 \| Schmalbroich \| Schmalbroich \| \| \| \| Strecke Kempen-Krefeld \| \| \| \| 16,24 \| Kempen \| Kempen \| \| \| \| zur Staatsbahn \| \| \| \| 15,0 \| Anschluss Kuhlendahl \| Anschluss Kuhlendahl \| \| \| 13,77 \| St. Hubert \| St. Hubert \| \| \| \| von Moers \| \| \| \| 9,35 \| Hüls \| Hüls \| \| \| \| nach Krefeld \| \| |                         |                        |                        |
| Strecke (außer Betrieb) |                         | von Viersen            | von Viersen            |
| Bahnhof (Strecke außer Betrieb) | 0,0                     | Süchteln               | Süchteln               |
| Abzweig geradeaus und nach rechts (Strecke außer Betrieb) |                         | nach Krefeld           | nach Krefeld           |
| Bahnhof (Strecke außer Betrieb) | 1,8525,93               | Süchtelnvorst          | Süchtelnvorst          |
| Abzweig geradeaus und nach links (Strecke außer Betrieb) |                         | nach Grefrath          | nach Grefrath          |
| Bahnhof (Strecke außer Betrieb) | 23,11                   | Oedt                   | Oedt                   |
| Haltepunkt / Haltestelle (Strecke außer Betrieb) | 19,28                   | Schmalbroich           | Schmalbroich           |
| Kreuzung (Strecke geradeaus außer Betrieb) |                         | Strecke Kempen-Krefeld | Strecke Kempen-Krefeld |
| Bahnhof (Strecke außer Betrieb) | 16,24                   | Kempen                 | Kempen                 |
| Abzweig geradeaus und nach links (Strecke außer Betrieb) |                         | zur Staatsbahn         | zur Staatsbahn         |
| Blockstelle (Strecke außer Betrieb) | 15,0                    | Anschluss Kuhlendahl   | Anschluss Kuhlendahl   |
| Bahnhof (Strecke außer Betrieb) | 13,77                   | St. Hubert             | St. Hubert             |
| Abzweig ehemals geradeaus und von links |                         | von Moers              | von Moers              |
| Haltepunkt / Haltestelle | 9,35                    | Hüls                   | Hüls                   |
| Strecke |                         | nach Krefeld           | nach Krefeld           |

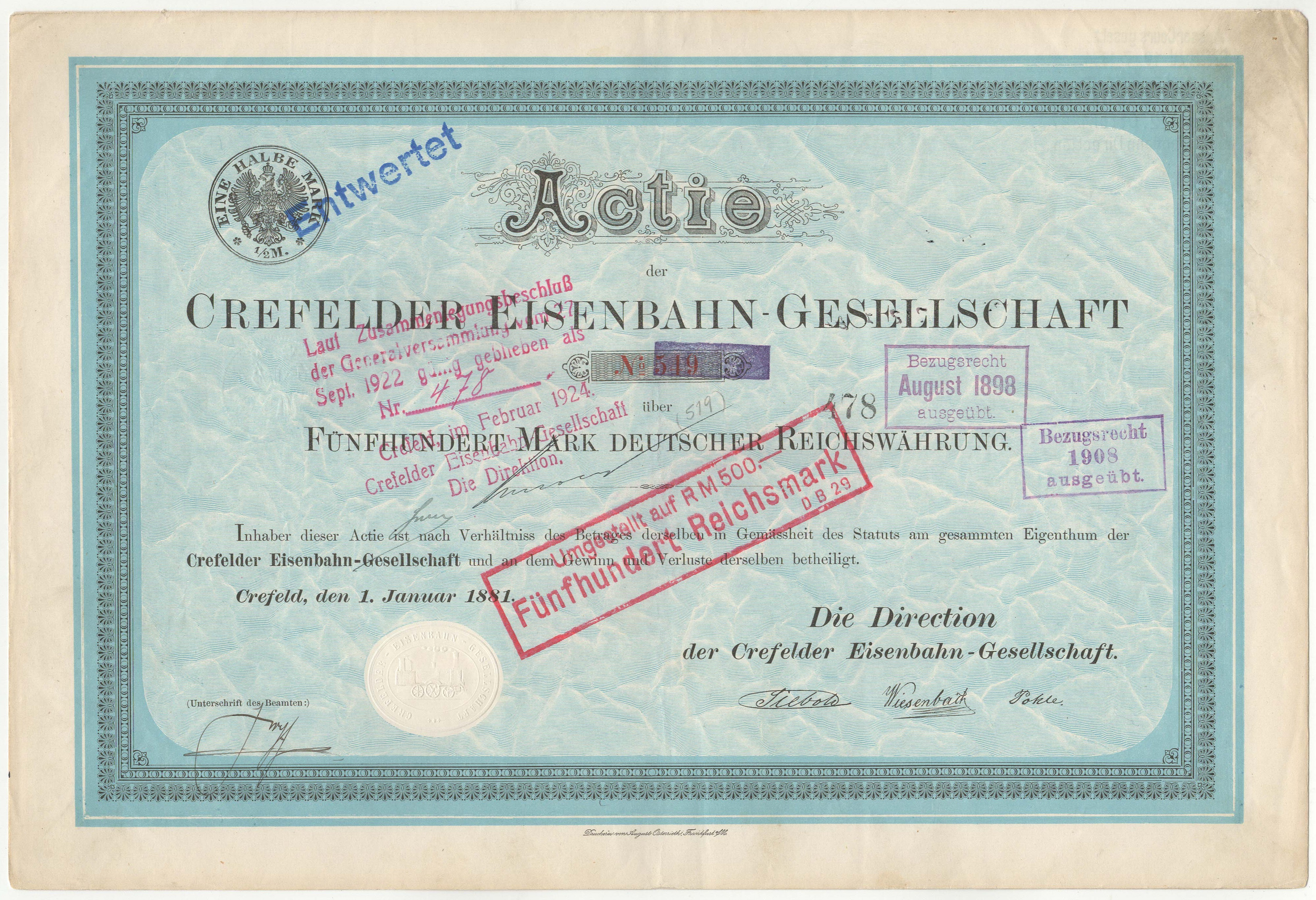
Aktie über 500 deutsche Mark der Crefelder Eisenbahn-Gesellschaft vom 1. Januar 1881

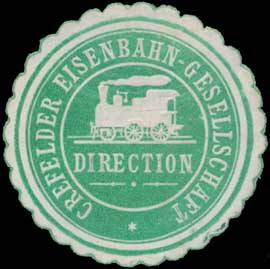
Siegelmarke der Crefelder Eisenbahn-Gesellschaft

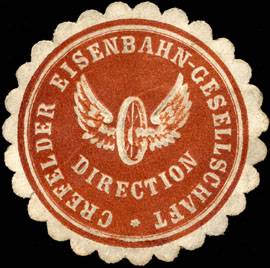
Siegelmarke

Die Krefelder Eisenbahn-Gesellschaft wurde am 19. Juli 1880 als Nachfolgerin der in Konkurs geratenen Crefeld-Kreis Kempener Industrie-Eisenbahn-Gesellschaft (CKKIE) gegründet, die ein von Krefeld ausgehendes, 46 km langes Netz von normalspurigen Nebenbahnen aufgebaut hatte.

## Die Crefeld-Kreis Kempener Industrie-Eisenbahn-Gesellschaft
Die CKKIE war 1868 mit vorwiegend englischem Kapital gegründet worden, um die nähere Umgebung der Stadt Crefeld (seit 1925 endgültig Krefeld), die schon seit der Mitte des 19. Jahrhunderts an mehrere Eisenbahnlinien angebunden war, mit weiteren Strecken zu erschließen. Es gab Bedarf, den starken Berufsverkehr aus dem Umland in die Stadt, den damaligen Mittelpunkt der deutschen Samt- und Seidenfabrikation, zu bedienen; außerdem sollten landwirtschaftliche Erzeugnisse und Produkte der örtlichen Industrie im Kreis Kempen befördert werden. 
Ausgehend vom heutigen Stadtteil Hüls im Norden Krefelds führte ab 1. November 1870 eine Bahn nach Süden über Krefeld Nord und Krefeld West zum Bahnhof Krefeld Süd (an der Saumstraße) in der Nähe des staatlichen Hauptbahnhofs. Dort mussten die Züge zur Weiterfahrt die Richtung wechseln, um westwärts über St. Tönis und Tönisvorst das Nierstal mit Süchteln und schließlich nach 25 km Viersen zu erreichen. Gleichzeitig wurde auch die 6 km lange Zweigbahn von Süchteln in nördlicher Richtung parallel zur Niers über Süchtelnvorst nach Grefrath befahren.
Anschließend wurde die 16 km lange Querverbindung von Hüls über Kempen nach Süchtelnvorst fertiggestellt und offiziell am 18. Februar 1872 eröffnet.
Obwohl die Zeitumstände günstig waren und vor allem der Personenverkehr gute Erträge abwarf – doppelt so viele wie der Güterverkehr – geriet die Gesellschaft in finanzielle Schwierigkeiten, die 1874 zum Konkurs führten. Der Betrieb Süchteln – Grefrath wurde am 1. Juli 1874 eingestellt; auf den übrigen Strecken ging er offenbar eingeschränkt weiter; das Kursbuch enthält einen Fahrplan vom 15. Juli 1879. Allerdings wurde an den im Bau befindlichen Abschnitten von Süchteln nach Straelen sowie von Hüls nach Moers zunächst nicht weiter gearbeitet.

## Die Crefelder Eisenbahn-Gesellschaft
Nach mehreren vergeblichen Versuchen, einen Interessenten für den Bahnbetrieb zu finden, wurde am 19. Juli 1880 die „Crefelder Eisenbahn-Gesellschaft“ (CEG) (seit 1927 Krefelder EG) von dem Frankfurter Bankhaus Erlanger & Söhne gegründet. Dieses brachte in das neue Unternehmen die Strecken und Fahrzeuge der CKKIE ein, die es in einer Versteigerung erworben hatte. Am 1. Oktober 1880 wurde der Betrieb auf den meisten Strecken wiederaufgenommen.
Nun konnte auch die 14 km lange Strecke von Hüls nach Moers vollendet werden, die für den Transport der Kohle aus den dortigen Gruben nach Krefeld sehr wichtig war. Sie wurde am 15. Mai 1881 bis Niep und am 3. Juni 1882 bis Moers eröffnet. Jedoch unterblieb der Weiterbau von Grefrath nach Straelen, das erst ab 1901 von Kempen her über die Geldernsche Kreisbahn erreicht wurde. Am 15. Mai 1881 wurde auch der Personenverkehr nach Grefrath wieder aufgenommen. Allerdings war der Streckenabschnitt Süchtelnvorst – Grefrath der erste, der am 15. November 1916 gänzlich stillgelegt wurde.
1886 wurde eine Übergabegleis zur Staatsbahn in Moers, 1890 dann auch in Viersen erbaut. Im Zuge der Höherlegung des Krefelder Hauptbahnhofes wurde ein neues Übergabegleis von Krefeld West zum neuen Bahnhof Krefeld Süd südlich der Staatsbahn angelegt und am 19. Juli 1907 eröffnet, dafür der bisherige Übergabebahnhof im Norden des Bahnhofes aufgegeben.
Bis zum Ersten Weltkrieg blühte die neue Gesellschaft auf, danach war das Geschäft erheblichen Schwankungen unterworfen, die keine dauerhaft günstigen Erträge erzielen ließen. Nachdem seit 1912 die Allgemeine Deutsche Kleinbahn-Gesellschaft AG (ADKA) den Betrieb der CEG geführt hatte, übernahm ihn am 1. März 1921 die Stadt Krefeld selbst, die inzwischen neben dem Kreis Kempen (seit 1929 Kempen-Krefeld) mehr als 90 % der Aktien besaß. Sie vereinigte die Betriebsleitung ab 1933 mit der ihres Stadtverkehrsbetriebs, der Krefelder Verkehrs-AG (Krevag).
In den Jahren 1924/25 bemühte sich die CEG, den Personenverkehr einerseits durch den Einsatz von Triebwagen auf der Schiene, andererseits durch die Eröffnung von Omnibuslinien parallel zur Bahn sowie von Süchteln aus nach Brüggen und Kaldenkirchen ertragreicher zu gestalten. Außerdem übernahm sie am 1. Oktober 1930 die Betriebsführung der Geldernschen Kreisbahn. Dort legte sie 1932 den Personenverkehr auf der Schiene still und erwarb 1935 das gesamte Unternehmen, das anschließend aufgelöst wurde. Omnibusse der Krevag übernahmen dort die Personenbeförderung ebenso wie auf Buslinien der CEG, nunmehr KEG.
Auch auf den Schienen der Krefelder Eisenbahn-Gesellschaft schien damals das Ende des Personenverkehrs gekommen. Waren schon 1932/33 für die Strecke von Moers über Hüls und Kempen nach Süchteln nur noch Omnibusse im Fahrplan vorgesehen, so folgte 1935 auch der Abschnitt Krefeld – St. Tönis – Süchteln – Viersen.

## Die Krefelder Eisenbahn-Gesellschaft seit dem Zweiten Weltkrieg
Schon nach wenigen Jahren wurde der Personenverkehr auf der Schiene im September 1939 wieder aufgenommen, weil der Zweite Weltkrieg begonnen hatte. Im folgenden Jahrzehnt erreichten die Zahlen der beförderten Personen beachtliche Höhen, obwohl die Bahn – vor allem im Luftkrieg – erhebliche Schäden erlitten hatte.
Nach der Normalisierung des Wirtschaftslebens sanken die Beförderungszahlen im Personen- und auch im Güterverkehr drastisch ab. Besonders in den Randgebieten von Krefeld und Viersen wurde die Konkurrenz durch den Parallelverkehr von elektrischen Straßenbahnen fühlbar. So kam es – im Vergleich zu anderen Bahnen – hier sehr früh zur Einstellung der Personenbeförderung auf der Schiene: Das betraf zum Beginn des Winterfahrplans 1949 die Teilstrecken Moers – Niep und Kempen – Süchteln – Viersen, wobei zwischen Oedt und Süchteln schon seit dem 15. Mai der Verkehr geruht hatte. Im Jahr 1950 betraf es ab 15. Mai die Strecke Niep – Hüls und ab 9. Oktober die Verbindung vom Nordbahnhof zum Südbahnhof in Krefeld. Am 19. Mai 1951 endete der restliche Personenverkehr auf den Abschnitten Krefeld – Hüls – Kempen und Krefeld – St. Tönis – Süchteln, gleichzeitig aber auch der Güterverkehr von Kempen bis Oedt.
Nach einer mehr als zehnjährigen Pause reduzierte man auch den verbliebenen Güterverkehr, indem man sich Stück für Stück von den jeweiligen Endpunkten zurückzog: Es begann Ende 1961 mit dem kurzen Streckenstück Süchteln – Viersen. Am 1. Mai 1965 wurde der Verkehr zwischen Oedt und Süchtelnvorst eingestellt, am 1. September 1972 zwischen Hüls und St. Hubert. 1974 war es am 15. Februar im Norden zwischen Kapellen und Moers so weit, am 1. Dezember zwischen St. Hubert und Schauteshütte/Anschluss Kuhlendahl. Im nächsten Jahr wurde am 3. April der Abschnitt Süchteln–Süchtelnvorst und am 31. Dezember Hülser Berg–Kapellen eingestellt. 1978 war es dann zwischen Süchteln und dem Industriegebiet Tempelshof in St. Tönis soweit. 1981 wurde der Restverkehr im Kempen eingestellt, nur noch der Anschluss Arnold direkt am Bahnhof wurde noch bis zum 19. August 1985 bedient. Am 25. Oktober 1982 wurde auch das Industriegebiet Tempelshof in Tönisvorst (früher St. Tönis) nicht mehr bedient, und am 19. August wurde der Güterverkehr zwischen Hüls und Hülser Berg eingestellt, diese Strecke blieb aber für den Ausflugsverkehr erhalten. Auf dem verbliebenen Netz ist das Güteraufkommen sehr gering, und entsprechend selten sind auch die Zugfahrten. Die heute (2011) noch in Betrieb befindliche Strecke St. Tönis – Krefeld Nord – Hüls – Hülser Berg ist 13,6 km lang und dient fast ausschließlich den historischen Dampfzügen, die liebevoll Schluff genannt werden und seit dem hundertjährigen Jubiläum 1968 an Sommersonntagen viele Fahrgäste in die Umgebung Krefelds befördern, seit 1980 regelmäßig jedes Wochenende im Sommer. Auf der Trasse vom Hülser Berg bis zum Bahnhof Moers wurde der Grafschafter Rad- und Wanderweg angelegt, die nur durch die Autobahn 57 nahe dem Schloss Lauersfort zwischen Holderberg und Kapellen unterbrochen wird.
In Anbetracht des geringen Verkehrsaufkommens wurde die bisher selbständige Eisenbahn-Gesellschaft am 8. August 1978 in die Krefelder Verkehrs-AG eingegliedert, an der die Stadt Krefeld und der Kreis Viersen, der Nachfolger des Kreises Kempen-Krefeld, beteiligt waren. Daraus sind am 30. September 1990 die Städtischen Werke Krefeld AG (SWK) hervorgegangen, deren Tochter, die SWK Mobil GmbH nunmehr den Verkehrsbereich betreut. Zwischen 2008 und 2010 waren die Niederrheinischen Verkehrsbetriebe für den Schienenverkehr verantwortlich, seit 2010 die Hafen- und Bahnbetriebe der Stadt Krefeld.